# Arrivano i prof
Arrivano i prof è un film del 2018 diretto da Ivan Silvestrini.
La pellicola è l'adattamento del film francese del 2013 Les Profs, ispirato a sua volta a un fumetto francese.
La sua colonna sonora è l'omonima canzone di Rocco Hunt.

## Trama
Il Liceo Scientifico Statale Alessandro Manzoni è a rischio chiusura, essendo la peggiore scuola d'Italia con solo il 12% di alunni promossi e diplomati. Per salvare l'istituto dalla chiusura, il Provveditore Montini del ministero dell'istruzione, fa un ultimo tentativo per ottenere almeno il 50% di alunni promossi: decide di reclutare come insegnanti (imponendoli al Preside Carlo De Sanctis) i sette professori ritenuti i peggiori d'Italia e ribattezzati "i sette samurai" per avere ciascuno un proprio e poco ortodosso metodo d'insegnamento. Mario Locuratolo, un hippie genio della matematica e dell'informatica, appassionato di videogame; Gaetano Fanfulla, uno spericolato chimico di poche parole; Sandra Melis, un'irascibile insegnante di Inglese; Amina Venturi, una sensuale insegnante di Italiano; Davide Golia, un distruttivo insegnante di Educazione Fisica; Eliseo Maurizi, un filosofo con problemi comunicativi; e il neolaureato insegnante di Storia, Antonio Cioncoloni, cresciuto nel mito di Cesare.
A scuola inoltre si conoscono alcuni studenti, tra cui Luca Pagliarulo, intenzionato a godersi la vita e divertirsi, e Camilla Brandolini, ragazza seria e diligente.
Quasi al termine del secondo quadrimestre, dopo una disastrosa prova di simulazione d'esame (con solo il 4% dei promossi), il preside scopre di essere stato imbrogliato e che i professori sono stati inviati dal provveditore Montini apposta per far chiudere il Manzoni: l'uomo, infatti, vuol fare in modo che tutti gli studenti che frequentano il liceo Manzoni o intendono iscriversi ad esso vadano in una scuola privata da lui stesso fondata in una zona prossima a quella dove sorge il liceo e con istruzione virtuale tramite noti attori. Il preside tenta il suicidio ma viene salvato da alcuni professori a cui racconta tutto, infatti erano ignari di essere considerati il peggio del peggio e decidono di recarsi al ministero per rubare le prove dell'Esame di maturità scientifica.
Mentre cerca di buttare una cattedra giù dalle scale, Luca viene scoperto dal vice preside, il professor Fabbri. Questi, entrato in uno stanzino per scrivere il verbale e denunciare il ragazzo, scopre il piano dei sette professori scritto su una lavagna e avvisa il preside. Per non far saltare il piano dei sette professori, il preside rinchiude Fabbri nello stesso stanzino, così da impedirgli di avvisare la polizia. Farà anche in modo di interrompere il segnale cellulare così da impedire le comunicazioni con l'esterno. Fabbri viene liberato dalla bidella solo dopo il fine settimana e dopo essersi nutrito con i resti delle pizze ordinate dai prof; a quel punto si affretta a spedire un fax al Provveditorato per chiedere l'espulsione di Luca dalla scuola, convinto che sia stato lui a rinchiuderlo nel locale per fargli uno scherzo.
Intanto i prof sono tornati dopo il furto delle prove d'esame, che si scoprono essere quelle degli esami di terza media. I sette professori iniziano allora a preparare in modo intensivo gli alunni per gli esami regolari. Durante l'esame, il provveditore Montini cerca in ogni modo di disturbare gli alunni e il risultato è che soltanto 10 studenti su 21 vengono promossi, percentuale inferiore al 50% stabilito. Lo stesso giorno, però, il Provveditorato manda conferma del fax mandato dal vice preside Fabbri per far espellere Luca: l'ora del fax (a causa della spina staccata e riattaccata quel giorno) conferma che il ragazzo non avrebbe dovuto sostenere l'esame e Luca, in tal modo, non viene conteggiato tra gli studenti che hanno effettuato l'esame. Grazie all'esclusione di Luca dall'elenco, la media dei promossi raggiunge il 50% e la scuola è salva. In una scena dopo i titoli di coda, si vede un gruppo di studenti che tenta di rubare le prove d'esame al ministero minacciando l'inserviente, il quale è intento a giocare a carte con il Provveditore, caduto in rovina e ridotto a semplice dipendente a causa del fallimento del suo piano e della scuola privata che aveva fondato.

## Produzione
Il film è stato girato a Roma ed è stato in gran parte girato al Liceo Scientifico Giovanni Keplero nel quartiere Portuense. Le riprese i sono concluse a metà agosto del 2017.

## Distribuzione
La pellicola è uscita nelle sale il 1º maggio 2018.

## Accoglienza

### Incassi
L'incasso totale nelle sale italiane è stato di 2051576 €.

## Errori
- Il fax inviato dal vicepreside Fabbri al Provveditorato per espellere Luca è datato 20 maggio 2018. Ciò nella realtà non è possibile, poiché quel giorno era domenica.
- Il provveditore Aristide Montini, essendo direttore dell'ufficio scolastico regionale, non può essere nominato presidente della commissione d'esame, poiché l'incarico è incompatibile con le sue funzioni.
- I "magnifici 7" rubano per errore gli esami di terza media. Questo è impossibile perché le tracce per le medie non sono nazionali ma sono formulate dai docenti di lettere e matematica di ciascuna scuola.
- Durante una scena il vicepreside Fabbri ha in mano un registro di classe. Se si guarda attentamente si nota che in quest’ultimo c’è scritto "Anno scolastico 1994/1995". Tutto ciò nella realtà non è possibile poiché le vicende si svolgono durante l’anno scolastico 2017/2018 (quindi almeno 23 o 24 anni dopo rispetto a quanto scritto nel registro).
- Non esiste una "lista nera" dei peggiori professori d'Italia.

## Curiosità
In una scena del film, il professor Locuratolo fa vedere ai propri colleghi una foto (palesemente fotomontaggio) ritraente lui e il fisico britannico Stephen Hawking. Quest’ultimo è morto due mesi prima dell’uscita del film, il 14 marzo 2018.